# Klášter Nížkov
Ve 30. letech 13. století byl učiněn pokus založit cisterciácký klášter v Nížkově. Po nemnoha letech existence byl klášter zrušen.

## Historie
Založení kláštera v Nížkově inicioval šlechtic Jan z Polné. S žádostí o vyslání skupiny mnichů se obrátil do severočeského Oseka. Tehdejší osecký opat Slávek skutečně mnichy na Vysočinu poslal. Mniši byli usazeni v Nížkově, a Jan z Polné poskytl komunitě k obživě výnosy z malé části svého majetku. Existence konventu byla od začátku problematická. Značná vzdálenost komplikovala nutnou komunikaci s mateřským klášterem v Oseku, materiální zabezpečení komunity ne zcela dostačovalo, situace se zlepšovala jen velmi pomalu.
Osecký opat Slávek provedl v roce 1239 v Nížkově vizitaci. Při ní shledal podmínky pro život komunity nevyhovujícími, a mnichům nařídil, aby se vrátili do Oseka. Do dnešních dnů je v Nížkově, jako jediná památka na klášter, farní kostel svatého Mikuláše zbudovaný cisterciáky.

### Filiace
Každý cisterciácký klášter má svou „rodovou linii“, vedoucí zpět až k původní cisterciácké komunitě v Citeaux. V případě Oseka tato linie vypadá následovně:
Citeaux - Morimond - Kamp - Volkenroda - Waldsassen - Osek - Nížkov